# Penestomus stilleri
Penestomus stilleri is een spinnensoort uit de familie van de Penestomidae.
De wetenschappelijke naam van de soort werd in 1989 als Wajane stilleri gepubliceerd door Dippenaar-Schoeman.